# Ferenc Deák
Ferenc Deák de Kehida  (en húngaro: Ferenc Deák; en español, Francisco Deák de Kehida; Söjtör, 17 de octubre de 1803 - Budapest, 28 de enero de 1876) fue un político de Hungría, representante en la Asamblea, ministro y alispán de Zala. Fue conocido como «El Sabio de la Patria».

## Biografía

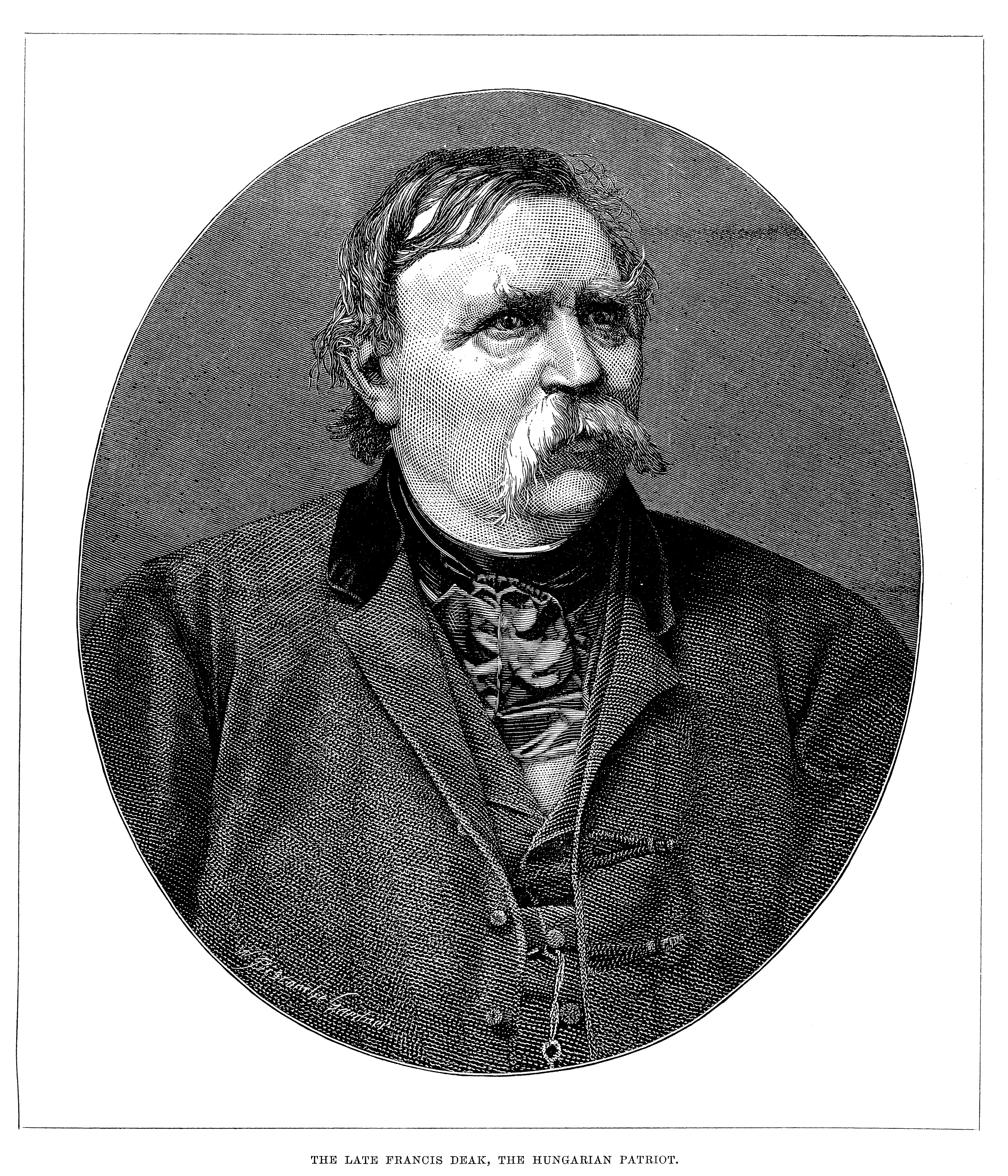
Retrato de Ferenc Deák, en su obituario en The Illustrated London News

Ferenc Antonio Deák de Kehida era descendiente de la familia noble húngara Deák de Kehida. Hijo de Ferenc Deák de Kehida el Viejo (1761-1808), terrateniente del provincia de Zala y juez de los nobles (en húngaro: főszolgabíró), y de Elisabeth Sibrik de Szarvaskend y Óvár (1768-1803). Sus abuelos paternos eran el noble Gabriel (1728-1788), también terrateniente y juez, y la noble Anna Hertelendy de Hertelend y Vindornyalak (1743-1803). Sus abuelos maternos eran los nobles Antonio Sibrik de Szarvaslend y Óvár (1737-1797), alispán del condado de Győr y terrateniente, y Clara Bertha de Felsőeőr (1748-1772).
Su primera incursión en política fue en 1833, cuando asistió a la Asamblea de Pozsony (ahora Bratislava) en lugar de su hermano mayor. Fue el comienzo de la carrera de una de las personas más relevantes en la reforma de la política húngara de la década de 1840. Su nombre llegó a ser conocido a raíz de su participación junto con el barón Nicolás Wesselényi y su éxito en la declaración sobre derecho de la Asamblea de Hungría para la creación de leyes.
En 1836 escribió y distribuyó un documento sobre los casos que apoyó sin el permiso de los censores. Si bien fue confiscado, ya se había generalizado y su nombre se hizo familiar en importantes círculos. Participó en la creación de las leyes de los años 1839-40 de la Asamblea y llegó a ser miembro honorario de la Academia de Ciencias de Hungría. Tras el fallecimiento de su hermano, Antal Deák de Kehida, en 1842 liberó a sus siervos y voluntariamente eligió pagar impuestos para mostrar que era sincero con respecto a sus reformas.
En 1846, tras el sangriento final del levantamiento de Galitzia, las reformas ganaron popularidad y lanzaron el Ellenzéki nyilatkozat (Manifiesto de la Oposición) bajo el nombre de Deák, mientras que en realidad lo había escrito Lajos Kossuth. Durante la Revolución de 1848 Deák permaneció en calma y se opuso a la violencia como arma política. Aceptó un puesto en el Gobierno de Lajos Batthyány para mostrar su apoyo.
Después de ser destituido se convirtió en el líder de la resistencia pasiva. Con la ayuda del conde Esteban Széchenyi de Sárvár-Felsővidék pudo liderar la política de Hungría desde Budapest. Apoyó el compromiso austrohúngaro (Ausgleich o Kiegyezés en 1867) con todas sus fuerzas. A menudo, sus ideas reformistas fueron rechazadas por el Parlamento.
Murió el 28 de enero de 1876. El Parlamento creó una ley para recordar su excelente servicio y ordenó la creación de una estatua a partir de donaciones nacionales.